# Terveurt
Terveurt is een buurtschap van Klimmen in de gemeente Voerendaal in het zuiden van de Nederlandse provincie Limburg. De buurtschap ligt ten oosten van Klimmen, aan de gelijknamige weg tussen Barrier, de A79 en de spoorlijn Heerlen - Schin op Geul. Deze spoorlijn is in 1914 dwars door het plaatsje gelegd waardoor het nu in tweeën is gedeeld.
Terveurt bestaat uit slechts enkele gebouwen, waaronder een boerderij, een voormalig leenhof, het woonhuis 'De Sevensprongh' en het waterpompstation Craubeek. Hier ligt ook het gelijknamige natuurgebied en de Groeve Sevensprong. Op het grondgebied van Terveurt liep de Romeinse weg van Tongeren naar Keulen.
Tussen Terveurt en Barrier ontstaat uit de samenloop van twee beekjes de Hoensbeek.
Dorpen: Klimmen · Kunrade · Ransdaal · Ubachsberg · Voerendaal

Gehuchten: Colmont · Craubeek · Fromberg · Mingersborg · Retersbeek · Termaar · Weustenrade · Winthagen

Buurtschappen: Barrier · Dolberg · Hellebeuk · Koulen · Kruishoeve · Kunderberg · Lubosch · Opscheumer · Overheek · Termoors · Terveurt

Limburg: Steden en dorpen      Nederland: Provincies · Gemeenten